# UFC 212
UFC 212: Aldo vs. Holloway è stato un evento di arti marziali miste tenuto dalla Ultimate Fighting Championship il 3 giugno 2017 all'HSBC Arena di Rio de Janeiro, in Brasile.

## Risultati
|                                                   | Divisione       |                       |                 |                       | Metodo                                      | Round           | Tempo           | Premio          |
| Card Principale                                   | Card Principale | Card Principale       | Card Principale | Card Principale       | Card Principale                             | Card Principale | Card Principale | Card Principale |
| ------------------------------------------------- | --------------- | --------------------- | --------------- | --------------------- | ------------------------------------------- | --------------- | --------------- | --------------- |
| Sfida valida per il titolo di campione indiscusso | Pesi piuma      | Max Holloway (ic)     | batte           | José Aldo (c)         | KO tecnico (pugni)                          | 3               | 4:13            | FOTN            |
|                                                   | Pesi paglia (F) | Cláudia Gadelha       | batte           | Karolina Kowalkiewicz | Sottomissione (rear-naked choke)            | 1               | 3:03            | POTN            |
|                                                   | Pesi medi       | Vítor Belfort         | batte           | Nate Marquardt        | Decisione unanime (29-28, 29-28, 29-28)     | 3               | 5:00            |                 |
|                                                   | Pesi medi       | Paulo Costa           | batte           | Oluwale Bamgbose      | KO tecnico (pugni)                          | 2               | 1:06            |                 |
|                                                   | Pesi welter     | Yancy Medeiros        | batte           | Erick Silva           | KO tecnico (pugni)                          | 2               | 2:01            |                 |
| Card Preliminare (Fox Sports 1)                   |                 |                       |                 |                       |                                             |                 |                 |                 |
|                                                   | Pesi gallo      | Raphael Assunção      | contro          | Marlon Moraes         | Decisione non unanime (28-29, 29-28, 30-27) | 3               | 5:00            |                 |
|                                                   | Pesi medi       | Antônio Carlos Júnior | batte           | Eric Spicely          | Sottomissione (rear-naked choke)            | 2               | 3:49            |                 |
|                                                   | Pesi gallo      | Matt López            | batte           | Johnny Eduardo        | KO tecnico (pugni)                          | 1               | 2:57            |                 |
|                                                   | Pesi gallo      | Brian Kelleher        | batte           | Iuri Alcântara        | Sottomissione (ghigliottina)                | 1               | 1:48            | POTN            |
| Card Preliminare (UFC Fight Pass)                 |                 |                       |                 |                       |                                             |                 |                 |                 |
|                                                   | Pesi paglia (F) | Viviane Pereira       | batte           | Jamie Moyle           | Decisione unanime (29-28, 30-27, 30-27)     | 3               | 5:00            |                 |
|                                                   | Pesi welter     | Luan Chagas           | batte           | Jim Wallhead          | Sottomissione (rear-naked choke)            | 2               | 4:48            |                 |
|                                                   | Pesi mosca      | Deiveson Figueiredo   | batte           | Marco Beltrán         | KO tecnico (ritiro)                         | 2               | 5:00            |                 |

## Premi
I lottatori premiati ricevettero un bonus di 50.000 dollari.
Legenda:
- FOTN: Fight of the Night (vengono premiati entrambi gli atleti per il miglior incontro dell'evento)
- POTN: Performance of the Night (viene premiato il vincitore per la migliore performance dell'evento)